# Список лідерів кінопрокату Латвії 2009
Список лідерів кінопрокату Латвії 2009 року містить анотоване перерахування фільмів, які займали перше місце в Латвії за підсумками зборів кожного з тижнів 2009 року з сумою понад $100,000. Список заснований на остаточних сумах, зароблених фільмами з продажу квитків у кінотеатрах. Прибуток від відеопрокату, показу телебаченням тощо не враховується. Суми вказуються у доларах США і не враховують інфляцію. Суми касових зборів наведені за даними сайту Box Office Mojo.
| #  | Назва фільму                          | Країна              | Збори в Латвії, $ |
| -- | ------------------------------------- | ------------------- | ----------------- |
| 1  | Аватар                                | США Велика Британія | 1 499 508         |
| 2  | Льодовиковий період 3: Ера динозаврів | США                 | 820 586           |
| 3  | 2012                                  | США                 | 446 409           |
| 4  | Молодий місяць                        | США                 | 329 035           |
| 5  | Ангели і демони                       | США                 | 305 510           |
| 6  | Шерлок Холмс                          | Велика Британія США | 264 796           |
| 7  | Вперед і вгору                        | США                 | 257 397           |
| 8  | Гаррі Поттер і Напівкровний Принц     | Велика Британія США | 249 048           |
| 9  | Похмілля у Вегасі                     | США                 | 243 674           |
| 10 | Мільйонер із нетрів                   | Велика Британія     | 232 768           |
| 11 | Форсаж 4                              | США                 | 222 074           |
| 12 | Гола правда                           | США                 | 221 846           |
| 13 | Пропозиція                            | США                 | 219 141           |
| 14 | Мій кривавий Валентин                 | Канада США          | 216 948           |
| 15 | Завжди кажи «Так»                     | США Велика Британія | 212 804           |
| 16 | Вольт                                 | США                 | 210 294           |
| 17 | Бригада «М»                           | США                 | 194 022           |
| 18 | Безславні виродки                     | Німеччина США       | 185 532           |
| 19 | Пункт призначення 4                   | США                 | 178 007           |
| 20 | Термінатор: Спасіння                  | США                 | 166 252           |
| 21 | Мінлива хмарність, часом фрикадельки  | США                 | 159 121           |
| 22 | Загадкова історія Бенджаміна Баттона  | США                 | 155 672           |
| 23 | Майкл Джексон – От і все              | США                 | 146 748           |
| 24 | Різдвяна історія                      | США                 | 145 257           |
| 25 | Тільки для закоханих                  | США                 | 142 863           |
| 26 | Трансформери: Помста полеглих         | США                 | 136 243           |
| 27 | Монстри проти чужих                   | США                 | 130 366           |
| 28 | Обіцяти — ще не одружитись            | США                 | 125 542           |
| 29 | Вороги суспільства                    | США                 | 123 883           |
| 30 | Ніч у музеї 2                         | США                 | 117 244           |
| 31 | Канікули суворого режиму              | Росія               | 113 645           |
| 32 | Бабій                                 | США                 | 104 926           |